# 古川常一郎
古川 常一郎（ふるかわ つねいちろう）は、明治期の東京外国語学校の露語科教授。佐賀県出身。
二葉亭四迷（長谷川辰之助）の恩師として知られる。長谷川、市川文吉とともに「露語の三川（さんせん）」と呼ばれた。
活字印刷としては、初めての本格的な辞書『露和字彙』（1887年（明治20年）1月発刊）の作成者のひとり。この辞書は上下2巻、2,749ページ、収録語数11万語という当時としては驚異的なもの。明治政府（文部省）の命によって編集された辞書だが、極めて短期間で完成させたことで知られる。